# Cantón de Tilarán
Cantón de Tilarán är en kanton i Costa Rica.   Den ligger i provinsen Guanacaste, i den västra delen av landet, 90 km nordväst om huvudstaden San José. Antalet invånare är 19 640. Arean är 638 kvadratkilometer.
Terrängen i Cantón de Tilarán är bergig söderut, men norrut är den kuperad.
Följande samhällen finns i Cantón de Tilarán:
- Tilarán